# Racek tenkozobý
Racek tenkozobý (Chroicocephalus genei) je středně velkým palearktickým druhem racka z rodu Chroicocephalus.

## Popis
Dospělí ptáci se do jisté míry podobají racku chechtavému v prostém šatu, liší se čistě bílým zbarvením hlavy, delším krkem a delším tenkým zobákem. Nohy a zobák jsou ve svatebním šatu tmavě červené až červenohnědé, v prostém šatu pak oranžově červené. Mladí ptáci se liší od racka chechtavého ve stejném věku především tvarem zobáku a absencí tmavé kresby na hlavě; nohy i zobák jsou bledě oranžové.

## Výskyt

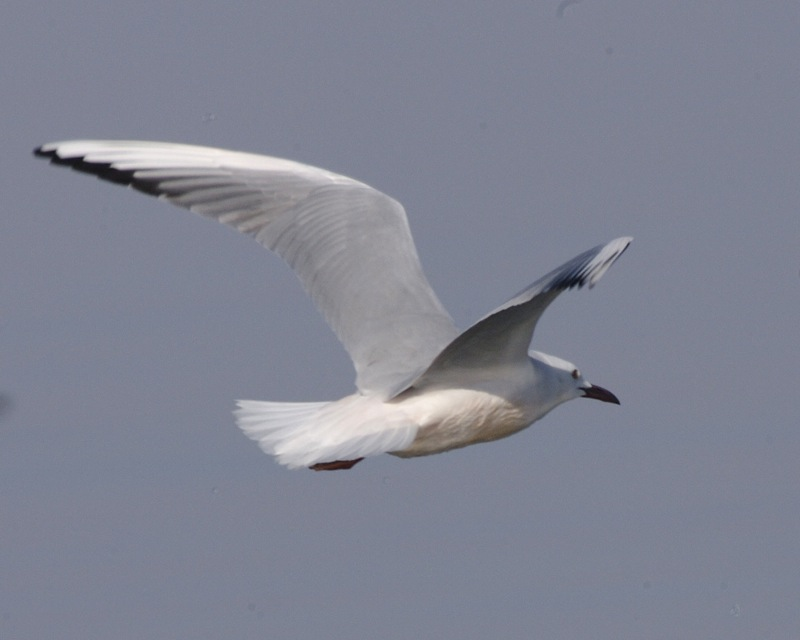
Dospělý pták v letu

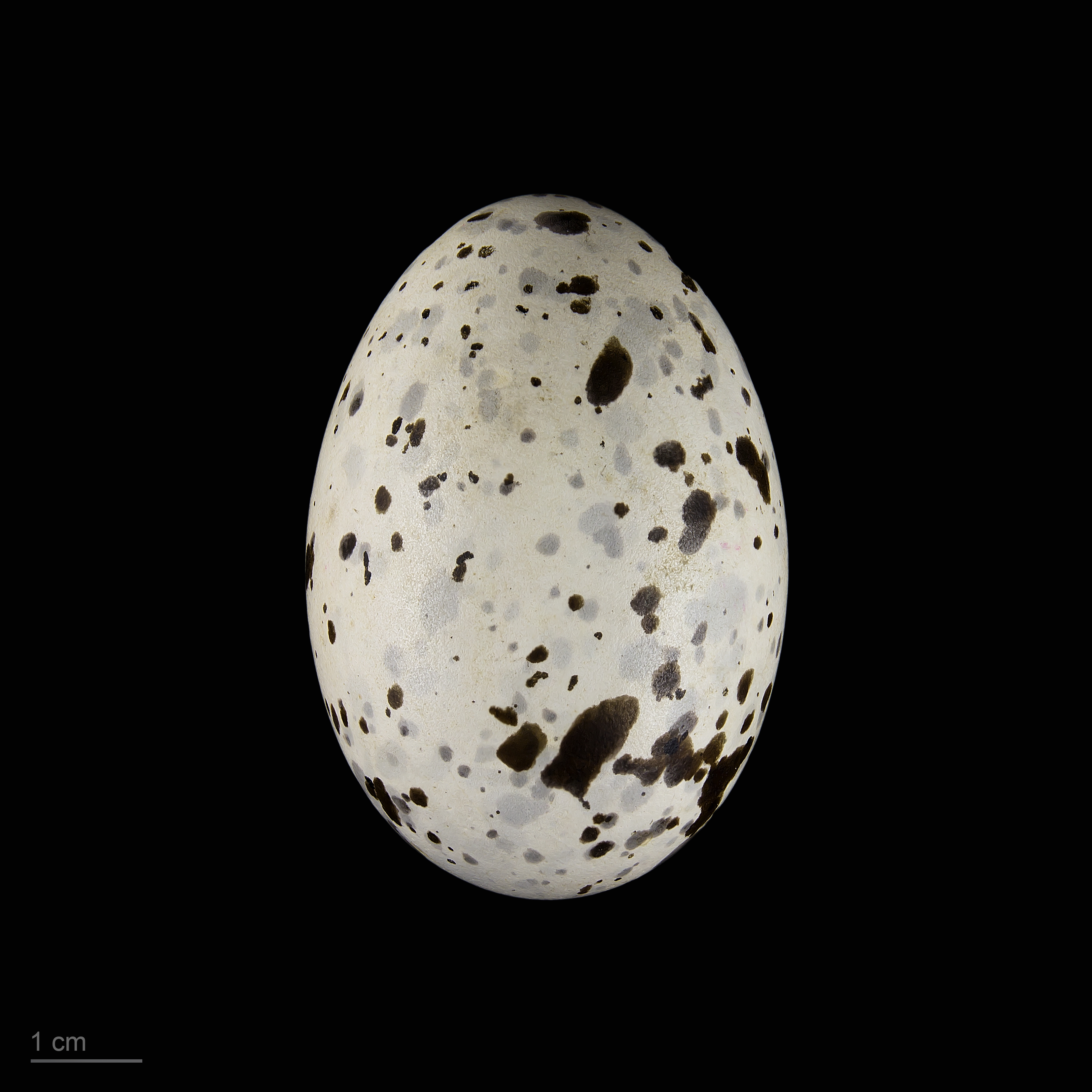
Chroicocephalus genei

Racek tenkozobý hnízdí v oblasti Středozemního, Černého a Kaspického moře od Tuniska a jižního Španělska po Turecko a Írán; mimo to hnízdí také v Mauretánii. Částečně tažný, většina ptáků zimuje ve Středozemním moři, Egyptě a Perském zálivu. Zatoulaní jedinci byli zjištěni v severní Evropě, jižně po Nigérii a Keňu a východně po Thajsko.
V roce 2017 byl poprvé zaznamenán v Česku, jeden exemplář byl pozorován u Hodonína.